# Joel Pohjanpalo
Joel Julius Ilmari Pohjanpalo (Helsinque, 13 de setembro de 1994) é um futebolista finlandês que atua como centroavante. Atualmente joga no Palermo.

## Seleção Nacional
Joel Pohjanpalo foi convocado para disputar a Eurocopa de 2020. Em 12 de junho de 2021, ele marcou o único gol na vitória por 1 a 0 sobre a Dinamarca na Eurocopa, garantindo ao seu país o primeiro gol e a vitória em uma competição importante. A partida ficou marcada pelo mal súbito do meio-campista dinamarquês Christian Eriksen.

## Títulos
HJK Helsinki
- Veikkausliiga: 2012, 2013